# Derecho electoral de Chile

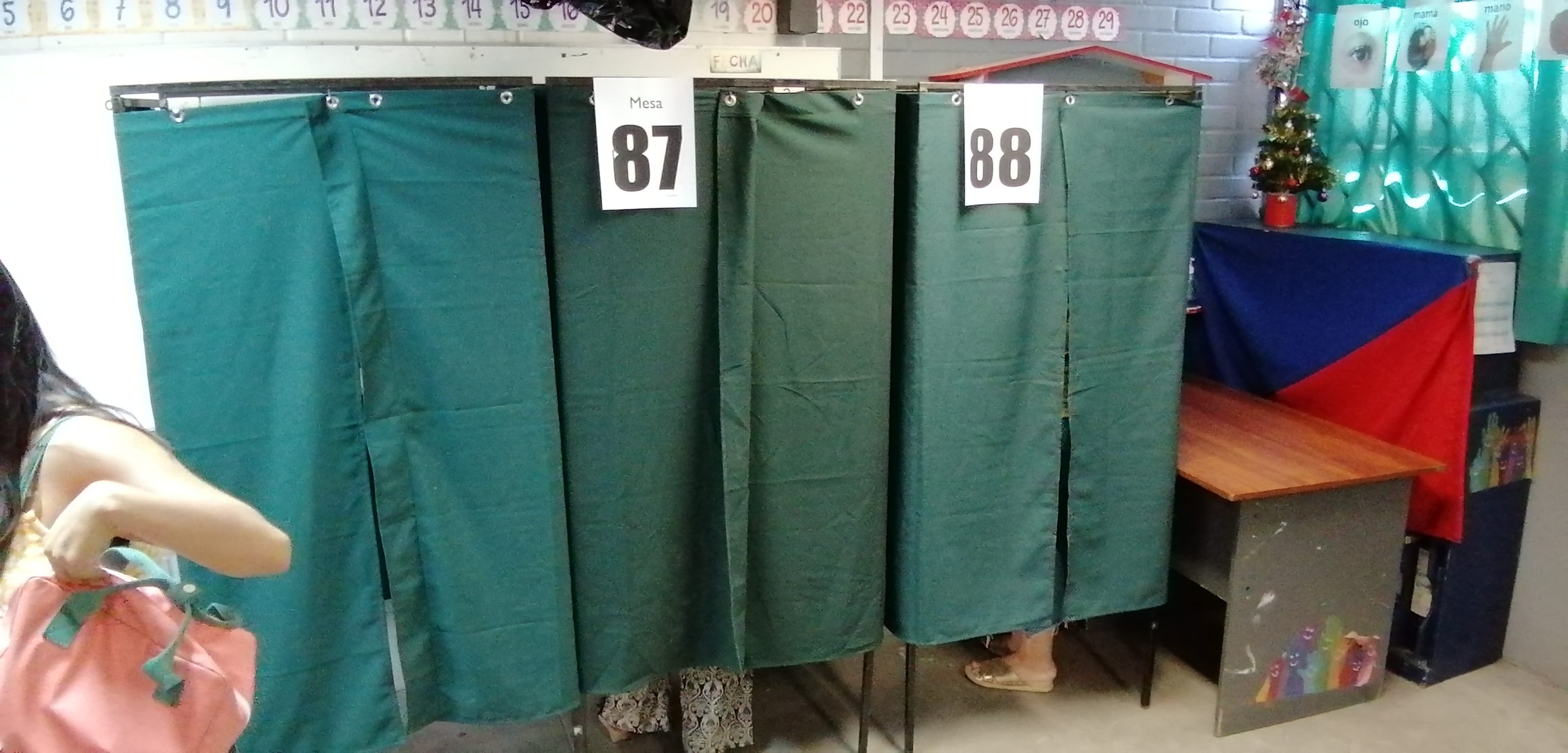
Mesas de votación en la comuna de Cerrillos durante el proceso de la consulta ciudadana de Chile de 2019.

El Derecho electoral de Chile es la rama del derecho chileno que regula el recambio de gobernantes y los plebiscitos en el territorio nacional.

## Historia

### Primer período: 1810 a 1833
- El Reglamento Electoral de 15 de diciembre de 1810.[1]
- El proyecto de Reglamento de Elecciones de 3 de noviembre de 1813.[2]
- El Reglamento Electoral de 16 de diciembre de 1818.
- El Reglamento Electoral de 5 de mayo de 1823.
- El Reglamento Electoral de 15 de marzo de 1826.
- La Ley Federal de Elecciones de 26 de julio de 1826.
- El Reglamento Electoral de 16 de diciembre de 1828.
- La Ley de Elecciones de 25 de noviembre de 1830.

### Segundo período: 1833 a 1890
- El Reglamento de Eleccciones de 2 de diciembre de 1833.
- La Ley de Elecciones de 13 de septiembre de 1861.
- La Ley de Elecciones de 9 de enero de 1884.

### Tercer período: 1890 a 1988
- La Ley General de Elecciones de 20 de agosto de 1890.
- La Ley de Elecciones Nº 2883 de 21 de febrero de 1914.
- El Decreto Ley Nº 542 de 19 de septiembre de 1925.
- La Ley N° 6834 de 20 de febrero de 1941.
- La Ley N° 9334 de 5 de mayo de 1949.
- La Ley N° 12891 de 10 de junio de 1958.
- La Ley N° 14852 de 16 de mayo de 1962.

### Cuarto período: 1988 a la actualidad
- La Ley Nº 18700 Orgánica Constitucional sobre Votaciones Populares y Escrutinios de 6 de mayo de 1988.

Se trata de la actual normativa vigente en materia electoral en Chile.
Modificaciones posteriores.
1. La Ley 18733 de 13 de agosto de 1988. Su Artículo Único en el Nº 23 agrega el artículo transitorio Nº 13 a la Ley Nº 18700, señalando la forma de ejercer el derecho de los independientes para nombrar apoderados para el plebiscito de 1988.
2. La Ley 18799 de 26 de mayo de 1989. Su artículo 2º introduce una serie de reformas a la Ley Nº 18700, incorporando, entre ellas, el artículo 109 bis, que instaura el sistema binominal en las elecciones de diputados y senadores.
3. La Ley 18807 de 15 de junio de 1989. Aplaza el término para presentar candidaturas.
4. La Ley 18808 de 15 de junio de 1989. Su Artículo Único en el Nº 13 reemplaza el artículo transitorio Nº 12 de la Ley Nº 18700, señalando la forma de ejercer el derecho de los independientes para nombrar apoderados.
5. La Ley 18809 de 30 de agosto de 1989. Sustituyó el artículo 59 de la Ley Nº 18700, estableciendo el derecho de los apoderados de acompañar al Presidente de la Mesa y al Secretario a proceder a revisar la cámara secreta.
6. La Ley 18828 de 30 de agosto de 1989. Anuncia las circunscripciones senatoriales.
7. La Ley 18963 de 10 de marzo de 1990. En su artículo 3º Nº 5 modifica el inciso 1º del artículo 159 de la Ley Nº 18700, norma fundamental de los apoderados, fijándolo como se encuentra en la actualidad . Esta ley creó además el artículo 159 bis, relativo a los apoderados en los plebiscitos comunales.
8. La Ley 19237 de 20 de agosto de 1993. Esta normativa crea el artículo 175 bis, que precisa que el Ministerio del Interior debe emitir boletines parciales sobre los resultados que se vayan produciendo, con el objeto de mantener informada a la opinión pública del desarrollo de toda elección o plebiscito. Sin embargo, la Ley 20568 modificó este precepto, traspasando esta función al Servicio Electoral.
9. La Ley 19351 de 23 de noviembre de 1994. Esta ley modifica el artículo 160 sobre designación de los apoderados, incorporando un nuevo inciso 2º relativo a las personas que no pueden desempeñar la función de apoderado, dejándolo tal como se encuentra en la actualidad. Esta ley es la última normativa que introdujo modificaciones a la Ley Nº 18700 en lo que a apoderados se refiere, antes de la Ley 20568 de enero de 2012, ley que excluyó a los extranjeros de la nómina de personas que no pueden desempeñar la función de apoderado.
10. La Ley 19438 de 17 de enero de 1996. Su preceptiva limita el ejercicio indefinido de los vocales de mesa.
11. La Ley 19654 de 30 de noviembre de 1999. La norma, entre otras modificaciones, elimina las cédulas con goma adhesiva y fija en su reemplazo un sello adhesivo para cerrar la cédula.
12. La Ley 19745 de 19 de julio de 2001. Prorrogó el día de las elecciones parlamentarias de ese año.
13. La Ley 19823 de 4 de septiembre de 2002. Introduce reformas en materia de reclamaciones electorales y otros aspectos procesales.
14. La Ley 19884 de 5 de agosto de 2003. Ley sobre Transparencia, Límite y Control del Gasto Electoral.
15. La Ley 20010 de 2 de mayo de 2005. Esta normativa permite la inscripción de personas de diecisiete años de edad siempre que cumplan dieciocho, a más tardar, el día de la elección.
16. La Ley 20174 de 5 de abril de 2007. Esta ley, por crear la XIV Región de Los Ríos, modifica la ley electoral, disponiendo que los distritos 53, 54 y 55 de la X Región pasen a formar parte de la nueva zona geográfica.
17. La Ley 20183 de 8 de junio de 2007. Que reconoce el derecho al voto asistido de los discapacitados .
18. La Ley 20295 de 4 de octubre de 2008. Se refiere a las condiciones para sufragar de los habitantes de la Provincia de Palena, producto de la erupción del Volcán Chaitén en mayo de 2008.
19. La Ley 20337 de 4 de abril de 2009. Reforma constitucional que modifica los artículos 15 y 18 de la Constitución Política con el objeto de consagrar el sufragio como un derecho de los ciudadanos y su inscripción automática en los registros electorales.
20. La Ley 20384 de 17 de septiembre de 2009. Esta ley adecúa la ley electoral a la Ley N° 20354, de reforma constitucional, relativa a la elección de Presidente de la República en día domingo.
21. La Ley 20515 de 4 de julio de 2011. El fin de esta reforma constitucional es adecuar los plazos de las elecciones presidenciales.
22. La Ley 20568 de 31 de enero de 2012. Se trata de la célebre ley de inscripción automática y voto voluntario, que es la que introduce la mayor reforma al sistema electoral chileno desde la dictación de la Ley 18700, sobre todo en lo relativo a los apoderados. Pero esta normativa no solo instauró la inscripción automática (Art. 3º y 5º Ley 18556) y el voto voluntario (Art. 60 Ley 18700), sino que además traspasó la regulación de las Juntas Electorales a la Ley 18700 (nuevos Art. 182 a 189 Ley 18700), creó la figura del padrón electoral (Art. 30 al 46 Ley 18556), y una serie de otras reformas a la Ley de Votaciones Populares y Escrutinios, entre las cuales se pueden señalar las siguientes:
  1. Art. 57, sustituye la hora de constitución de los vocales de siete a ocho de la mañana, obliga al Delegado de la Junta a constituir todas las mesas a más tardar a las diez horas y permite el funcionamiento de la Mesa con el mínimo de tres vocales.
  2. Art. 68, suprime la exigencia de que la Mesa funcione nueve horas consecutivas para declarar el cierre de la votación, cambiándola por la declaratoria de cierre a las 18 horas.
  3. Art. 71 Nº 5, fija una pauta más estricta del modo de clasificar las cédulas electorales y faculta expresamente a los apoderados a estampar reclamos por la decisión de la Mesa de clasificar como nula o válida una cédula electoral.
  4. Art. 71 Nº 6, suprime la exigencia de que la Mesa, en las elecciones de Senadores y Diputados, sume los votos obtenidos por los candidatos de un mismo pacto.
  5. Art. 72 inc. 6º y nuevo 76 bis, exige la presencia de un nuevo funcionario del Servicio Electoral ante la Oficina Electoral del local de votación, para que incorpore los datos del escrutinio al sistema computacional del Servicio Electoral, concediéndole el correlativo nuevo derecho de los apoderados de observar la recepción de las actas y el proceso de ingreso o transmisión de los datos que ellas contengan.
  6. Art. 72 inc. 7º, permite el llenado de un solo ejemplar del acta para que el Comisario de la Mesa proceda a su fotocopiado y posterior entrega a apoderados, candidatos, Tribunal Calificador de Elecciones, Delegado de la Junta Electoral y al funcionario dispuesto por el Servicio Electoral ante la Oficina Electoral del local de votación.
  7. Art. 88 inc. 5º, faculta a los apoderados a dejar constancia en el acta del Colegio Escrutador de las correcciones u observaciones requeridas y no consideradas por el mismo.
  8. Art. 103 Nº 1, crea la dualidad de los apoderados en el procedimiento de escrutinio general, pues permite que hasta dos apoderados asistan a las sesiones del Tribunal Calificador de Elecciones.
  9. Art. 159 inciso 1º, agrega dos nuevas categorías de apoderados electorales: aquellos que pueden actuar ante las Oficinas Electorales que funcionen en los locales de votación, y ante el Tribunal Calificador de Elecciones o Tribunales Electorales Regionales.
  10. Art. 159 inciso 2º, agrega las figuras de los Apoderados Generales titular y suplente.
  11. Art. 159 inciso 3º, suprime la exigencia de nombramiento de apoderados ante notario, al permitir que los apoderados generales autoricen la designación de los apoderados de Mesa por medio de un poder simple.
  12. Art. 160 inciso 1º, exige que para ser designado apoderado se requiere ser ciudadano con derecho a sufragio, suprimiendo la frase «tener inscripción electoral vigente».
  13. Art. 160 inciso 2º, excluye a los extranjeros de la nómina de personas que no pueden ser designadas como apoderados.
  14. Art. 162 inciso 1º, exige que los apoderados porten una credencial en que quede a la vista su condición de observadores electorales y el partido o candidato que representan.
  15. Art. 175 bis, traspasa la función del Ministerio del Interior de emitir boletines parciales sobre los resultados que se vayan produciendo al Servicio Electoral.
23. Ley 20.640, de 6 de diciembre de 2012. Establece el sistema de elecciones primarias.
24. Ley 20.669, de 27 de abril de 2013. Perfecciona las disposiciones introducidas por la Ley 20.568.
25. Ley 20.678, de 19 de junio de 2013. Establece la elección directa de los Consejeros Regionales.
26. Ley 20.682, de 27 de junio de 2013. Establece la facultad de excusarse de la obligación de ser vocal de mesa para las mujeres en estado de embarazo y puerperio.
27. Ley 20.748, de 3 de mayo de 2014. Permite el sufragio a chilenos desde el exterior.
28. Ley 20.840, de 5 de mayo de 2015. Sustituye el sistema electoral binominal por uno de carácter proporcional inclusivo y fortalece la representatividad del Congreso Nacional. Se trata de la ley que reforma el diseño electoral por cual se eligen a los diputados y senadores en Chile.
29. Ley 20.860, de 20 de octubre de 2015. Otorga autonomía constitucional al Servicio Electoral.
30. Ley 20.870 de 16 de noviembre de 2015. Establece cesación de cargos públicos por infracción grave a las normas sobre gasto electoral.
31. Ley 20.873, de 2 de noviembre de 2015. Adelanta la fecha de las elecciones municipales 2016.
32. Ley 20.900, de 14 de abril de 2016. Sobre el fortalecimiento y transparencia de la democracia.
33. Ley 20.913, de 2 de abril de 2016. Modifica las leyes 18.695 y 19.175 para la presentación de candidaturas.
34. Ley 20.914, de 5 de abril de 2016. Modifica cuerpos legales para permitir la inscripción de pactos electorales diversos en elecciones municipales.
35. Ley 20.915, de 15 de abril de 2016. Fortalece el carácter público y democrático de los partidos políticos.
36. Ley 20.916, de 16 de abril de 2016. Modifica la fecha de las elecciones primarias municipales 2016.

## Organización electoral actual
La Ley Nº 18700 sobre Votaciones Populares y Escrutinios constituye la norma fundamental de Chile en materia electoral. También está la Ley Nº 18556, que regula al Servicio Electoral; la Ley Nº 18460, que regula al Tribunal Calificador de Elecciones; la Ley Nº 18593, que regula a los Tribunales Electorales Regionales; y los Autoacordados dictados por ambas clases de tribunales.
| Órganos de derecho electoral en Chile | Funciones |
| ------------------------------------- | --- |
| Servicio Electoral                    | Organizar las elecciones y plebiscitos y llevar el registro de las candidaturas políticas, de los partidos políticos y de los electores.                                                                                 |
| Juntas Electorales                    | Designar a los Delegados de las Oficinas Electorales, a los vocales de las Mesas Receptoras de Sufragios y a los miembros de los Colegios Escrutadores.                                                                  |
| Mesas Receptoras de Sufragios         | Oficiar la recepción de los sufragios y realizar el escrutinio de cada mesa del país. |
| Colegios Escrutadores                 | Realizar el escrutinio local mediante el registro de los resultados de las Mesas Receptoras de Sufragios en la base de datos del Servicio Electoral.                                                                     |
| Oficinas Electorales                  | Registrar los resultados preliminares de las actas de las Mesas Receptoras de Sufragios en la base de datos del Servicio Electoral.                                                                                      |
| Tribunal Calificador de Elecciones    | Conocer del escrutinio general de los plebiscitos y las elecciones presidenciales y parlamentarias, calificar estos procesos electorales y proclamar a quienes resulten electos.                                         |
| Tribunales Electorales Regionales     | Conocer del escrutinio general de las elecciones de alcaldes, concejales, consejeros regionales, asociaciones gremiales y juntas vecinales, calificar estos procesos electorales y proclamar a quienes resulten electos. |